# Bilaterales Monopol
Treten auf Angebots- und Nachfrageseite des Marktes für ein Produkt auf beiden Seiten jeweils nur ein Marktteilnehmer auf, spricht man von einem bilateralen Monopol (oder zweiseitigem Monopol). Es treffen also Monopol und Monopson zusammen. Dies ist zu unterscheiden von einer Situation mit zwei Anbietern, dem so genannten Duopol. Gibt es auf einem Markt zwar mehr als einen Anbieter oder Nachfrager, aber dennoch nur sehr wenige, so spricht man von einem Oligopol bzw. Oligopson.

## Preisbildung beim bilateralen Monopol
In einem bilateralen Monopol gestaltet sich die Preisfindung meist sehr schwierig, da oft der Nutzen des Abnehmers (= Maximalpreis, den er zu zahlen bereit wäre) größer ist als der Nutzenverlust des Anbieters (= Mindestpreis, zu dem er zu verkaufen bereit wäre). Bei jedem beliebigen Preis zwischen diesen beiden Preisen ist das Geschäft für beide Seiten vorteilhaft. Da beide Seiten aufeinander angewiesen sind, müssen sie sich einigen; gleichzeitig möchte aber jeder einen möglichst großen Anteil der Preisdifferenz für sich verbuchen.
In der ökonomischen Theorie lässt sich der Preis (anders als beim einfachen Monopol oder Monopson) nur näherungsweise bestimmen.

## Beispiele für bilaterale Monopole
- Ein Automobilhersteller will eine Teststrecke unter anderem über das abgelegene Grundstück eines Bauern führen. Der Automobilhersteller kann das Grundstück nur von diesem Bauern kaufen; der Bauer hat praktisch keine anderen Interessenten für sein Grundstück.
- Ein Arbeitnehmer mit einzigartigen hochspeziellen Kenntnissen muss seinen jetzigen Arbeitgeber verlassen; es gibt nur einen einzigen weiteren Arbeitgeber, der seine Kenntnisse benötigt.

## Tatsächliches Auftreten
In seiner lehrbuchhaften Reinform ist ein bilaterales Monopol relativ selten, in seiner praktischen Auswirkung auf die Preisfindung aber häufiger anzutreffen; Ursachen sind hier zum Beispiel unvollständige Information oder ein deutlicher Abstand der Mindestpreise bzw. Zahlungsbereitschaft eines Anbieters bzw. Abnehmers zu alternativen Anbietern bzw. Abnehmern.